# San Leonardo in Passiria
San Leonardo in Passiria (St. Leonhard in Passeier in tedesco) è un comune italiano di 3 663 abitanti della provincia autonoma di Bolzano in Trentino-Alto Adige, situato in Val Passiria, della quale è il centro abitato più popolato. È inoltre un comune mercato.
È il luogo di nascita del patriota tirolese Andreas Hofer.

## Storia
Il villaggio si è formato attorno alla chiesa parrocchiale, la cui esistenza è attestata dal 1116 (proprietà dell'Ordine teutonico), lungo l'antica via che collega Merano con Vipiteno attraverso il passo Giovo.
Da San Leonardo parte la ciclabile della Val Passiria che conduce i ciclisti a Merano; da lì è possibile proseguire fino a Bolzano o alternativamente fino al passo di Resia lungo la ciclabile della Val Venosta.

### Simboli
Esso è l'emblema della famiglia Passeier, che tra il XIII e il XIV secolo risiedettero nel maniero di Castel Jaufenburg, sito su una collina al di sopra del centro abitato. Lo stemma è stato adottato nel 1969.

## Monumenti e luoghi d'interesse

### Architetture religiose
- Chiesa di San Leonardo, parrocchiale con torre campanaria romanica, fonte battesimale e pitture murali gotiche, altare maggiore neogotico
- Chiesa di Sant'Orsola
- Chiesa di Sant'Antonio di Padova
- Cappella della Santa Croce (Heiligkreuzkapelle), sotto il Castel Jaufenburg, con affreschi gotici
- Chiesetta di San Ippolito (nella frazione Glaiten), con affreschi gotici del 1380
- Chiesetta a Mora (Mörre)

### Architetture civili
- Casa natale di Andreas Hofer (Sandwirt), con annesse due chiesette commemorative e museo (ristrutturato nel 2009);
- Maso dello Scudo (Schildhof) nella frazione Gomion, e chiesetta Maria di Lourdes.

## Società

### Ripartizione linguistica
La popolazione è pressoché totalmente di madrelingua tedesca:
| %      | Ripartizione linguistica (gruppi principali) |
| ------ | -------------------------------------------- |
| 98,99% | madrelingua tedesca                          |
| 0,69%  | madrelingua italiana                         |
| 0,33%  | madrelingua ladina                           |

### Evoluzione demografica
Abitanti censiti

## Amministrazione
| Periodo  | Periodo | Primo cittadino       | Partito | Carica  | Note               |
| -------- | ------- | --------------------- | ------- | ------- | ------------------ |
| nel 1980 |         | Matthias Raffl        |         | Sindaco |                    |
| 1990     | 2010    | Konrad Pfitscher      | SVP     | Sindaco |                    |
| 2010     | 2014    | Oswald Lorenz Tschöll | SVP     | Sindaco | Deceduto in carica |
| 2014     | 2020    | Konrad Pfitscher      | SVP     | Sindaco |                    |
| 2020     |         | Robert Tschöll        | SVP     | Sindaco |                    |

### Gemellaggi
- Fuchsmühl